# Stipa paramilloensis
Stipa paramilloensis är en gräsart som beskrevs av Carlos Luis Spegazzini. Stipa paramilloensis ingår i släktet fjädergrässläktet, och familjen gräs. Inga underarter finns listade i Catalogue of Life.